# Гіпотеза моноклімаксу Клементса
Гіпотеза моноклімаксу Клементса (Одум, 1975; Уиттекер, 1980; Миркин, 1985; Дедю, 1990) — визнання можливості існування в кожній природній зоні (виняткове значення кліматичних факторів) одного стійкого клімаксового стану незалежно від того, хоч де починалася сукцесія — на скельних осипах, піщаних дюнах або при заростанні ставу. Гіпотезу висунув Фредерік Клементс (F. Clements) 1904 року.
Сутність гіпотези кліматичного моноклімаксу Клементса зводиться до чотирьох положень, три з яких Р. Віттекер (Whittaker, 1969) вважав обов'язковими — стійкість, конвергенція (зближення ознак угруповання в ході сукцесії) і превалювання (перевага цього клімаксу по площі). Четверте положення — аналогія клімаксової спільноти з організмом — факультативне. Крім основних клімаксів, Ф. Клементс допускав існування великої кількості допоміжних клімаксів — відхилень під впливом того або іншого істотного на території фактора: субклімакс (сукцесійна стадія, що «затрималася» — рослинність річкової заплави; Миркин, 1974), дісклімакс (порушений клімакс — пасовищні спільноти) , постклімакс (клімакс вищої за рівнем організації життєвої форми — ліс в степу), преклімакс (зворотний щодо постклімаксу — степ в лісі). [Уявлення про постклімакс і преклімакс, до певної міри, відбивали уявлення В. В. Альохіна та Г. Вальтера, сформульовані у вигляді правила передування]. Всі клімакси одного району об'єднувалися Ф. Клементсом в панклімакс (вища синтаксономічна одиниця — клімакс-формація).
Гіпотеза моноклімаксу з моменту появи піддавалася критиці — три основні її положення виявилися неспряженими і тому їй на зміну прийшли уявлення про поліклімакс. Таким чином, гіпотеза моноклімаксу сьогодні представляє суто історичний інтерес (Миркин, 1985, Миркин та ін., 1989). Але слід віддати належне Ф. Клементсу, який був відданий цій гіпотезі і «… проніс її, як прапор, через всю свою наукову біографію» (Миркин, 1986). Цікавий і такий факт: в одній з останніх своїх робіт Ф. Клементс (Clements, 1949) ще раз підтвердив прихильність гіпотезі моноклімаксу і назвав статтю ""Сезам, відкрий двері"для фітоценології", на що висхідна зірка екології та фітоценології Р. Уіттекер (Whittaker, 1953) їдко відреагував — «в порожню кімнату».

## Ресурси Інтернету
- Розенберг Г. С. О структуре учения о биосфере
- Дедю И. И. Экологический энциклопедический словарь. — Кишинев, 1989 [Архівовано 24 жовтня 2016 у Wayback Machine.]
- Словарь ботанических терминов / Под общ. ред. И. А. Дудки. — Киев, Наук. Думка, 1984 [Архівовано 31 жовтня 2016 у Wayback Machine.]
- Англо-русский биологический словарь (online версия) [Архівовано 6 листопада 2016 у Wayback Machine.]
- Англо-русский научный словарь (online версия) [Архівовано 21 жовтня 2016 у Wayback Machine.]